# Ugo II di Francia
Ugo (1007 – 28 agosto 1025) fu, insieme al padre, Roberto II, co-reggente di Francia dal 1017 alla morte.
È talvolta indicato come Ugo II e detto il Grande (in francese Hugues de France le Grand; in latino Hugo Magnus).

## Origine
Come ci conferma l'Actus 9 del Hugonis Floriacensis, Liber qui Modernorum Regum Francorum continet, era il figlio maschio primogenito del re di Francia e duca di Borgogna Roberto II e della sua terza moglie, Costanza d'Arles, che ancora secondo Hugonis Floriacensis, Liber qui Modernorum Regum Francorum continet Actus 9, era figlia del conte d'Avignone, conte di Provenza e marchese di Provenza Guglielmo I e di Adelaide d'Angiò (947 - 1026), figlia del Conte d'Angiò e poi, conte di Nantes e duca di Bretagna Folco II (sempre secondo Hugonis Floriacensis, Liber qui Modernorum Regum Francorum continet Actus 9 Adelaide era la sorella del conte d'Angiò Goffredo, detto Grisegonelle, figlio di Folco II secondo la Chronica de Gesta Consulum Andegavorum, Chroniques d'Anjou) e di Gerberga (secondo lo storico Maurice Chaume era figlia del Visconte Goffredo d'Orleans).
Roberto II di Francia, come ci conferma la Genealogiæ Scriptoris Fusniacensis, era l'unico figlio maschio del duca dei Franchi e conte di Parigi poi incoronato re di Francia Ugo Capeto e, come conferma la Vita Roberti Regis, di Adelaide d'Aquitania, di nobile stirpe aquitana, che, secondo la Acta Sanctorum, era figlia del conte di Poitiers, conte di Alvernia e duca d'Aquitania (Adelaide…filia Pictavorum comitis, de progenie Caroli Magni moglie di Hugone, Francorum duce), Guglielmo III e di Gerloc (917-962, ribattezzata Adele) di Normandia, figlia del duca di Normandia Rollone (870-927) e della seconda moglie, Poppa di Bayeux.

## Biografia
Nel 1017 suo padre, Roberto II, associò al trono il figlio maggiore Ugo, poi detto Ugo il Grande, di dieci anni d'età, e lo fece incoronare nel palazzo reale di Compiègne, come ci riporta, nelle sue cronache, il monaco cluniacense e cronista Rodolfo il Glabro, mentre il secondogenito Enrico era stato associato come duca di Borgogna.
Ugo, spinto dalla madre Costanza, tra il 1024 e il 1025, sempre secondo Rodolfo il Glabro, si ribellò al padre Roberto II; infine, dopo essere stato sconfitto, si sottomise e ottenne di avere un reale potere, che esercitò molto bene tanto che fu chiamato Ugo il Grande. Ma dopo pochi mesi morì e fu inumato nella chiesa del beato martire Cornelio, dove era stato incoronato a Compiègne; Ugo morì il 28 agosto 1025, sia secondo gli Obituaires de Sens Tome I.1, Abbaye de Saint-Germain-des-Prés (Obiit Hugo iuvenis rex Francorum) (V Kal Sep), che secondo gli Obituaires de Sens Tome I.1, Prieuré d'Argenteuil (Hugo iuvenis rex) (V Kal Sep).
Dopo la morte di Ugo Roberto II il Pio avrebbe voluto associare al trono il maschio secondogenito Enrico, mentre Costanza d'Arles avrebbe preferito incoronare il fratello minore Roberto, in quanto Enrico era già duca di Borgogna. Alla fine prevalse la volontà del padre ed Enrico venne incoronato re di Francia nella cattedrale di Reims il 14 maggio 1027.

## Discendenza
Di Ugo non si conoscono né il nome di una eventuale moglie né alcuna discendenza.

## Ascendenza
|                         |                       |                            | Genitori                      |  |  | Nonni |  |  | Bisnonni      |  |  | Trisnonni            |  |
|                         |                       |                            |                               |  |  |       |  |  | Ugo il Grande |  |  | Roberto I di Francia |  |
|                         |                       |                            |                               |  |  |       |  |  | Ugo il Grande |  |  | Roberto I di Francia |  |
|                         |                       | Beatrice di Vermandois     |                               |  |  |       |  |  | Ugo il Grande |  |  |                      |  |
| Ugo Capeto              |                       |                            |                               |  |  |       |  |  | Ugo il Grande |  |  |                      |  |
|                         |                       | Edvige di Sassonia         | Enrico I di Sassonia          |  |  |       |  |  |               |  |  |                      |  |
|                         |                       | Edvige di Sassonia         | Enrico I di Sassonia          |  |  |       |  |  |               |  |  |                      |  |
|                         |                       | Edvige di Sassonia         | Matilde di Ringelheim         |  |  |       |  |  |               |  |  |                      |  |
| Roberto II di Francia   |                       | Edvige di Sassonia         |                               |  |  |       |  |  |               |  |  |                      |  |
|                         |                       | Guglielmo III di Aquitania | Ebalus di Aquitania           |  |  |       |  |  |               |  |  |                      |  |
|                         |                       | Guglielmo III di Aquitania | Ebalus di Aquitania           |  |  |       |  |  |               |  |  |                      |  |
|                         |                       | Guglielmo III di Aquitania | Emilienne                     |  |  |       |  |  |               |  |  |                      |  |
| Adelaide d'Aquitania    |                       | Guglielmo III di Aquitania |                               |  |  |       |  |  |               |  |  |                      |  |
|                         |                       | Gerloc                     | Rollone                       |  |  |       |  |  |               |  |  |                      |  |
|                         |                       | Gerloc                     | Rollone                       |  |  |       |  |  |               |  |  |                      |  |
|                         |                       | Gerloc                     | Poppa di Bayeux               |  |  |       |  |  |               |  |  |                      |  |
| Ugo II di Francia       |                       | Gerloc                     |                               |  |  |       |  |  |               |  |  |                      |  |
|                         | Bosone II di Provenza | Rotbald I d'Agel           |                               |  |  |       |  |  |               |  |  |                      |  |
|                         | Bosone II di Provenza | Rotbald I d'Agel           |                               |  |  |       |  |  |               |  |  |                      |  |
|                         | Bosone II di Provenza | …                          |                               |  |  |       |  |  |               |  |  |                      |  |
| Guglielmo I di Provenza | Bosone II di Provenza |                            |                               |  |  |       |  |  |               |  |  |                      |  |
|                         |                       | Costanza di Vienna         | Carlo Costantino di Vienna    |  |  |       |  |  |               |  |  |                      |  |
|                         |                       | Costanza di Vienna         | Carlo Costantino di Vienna    |  |  |       |  |  |               |  |  |                      |  |
|                         |                       | Costanza di Vienna         | Thiberge de Troyes            |  |  |       |  |  |               |  |  |                      |  |
| Costanza d'Arles        |                       | Costanza di Vienna         |                               |  |  |       |  |  |               |  |  |                      |  |
|                         |                       | Folco II d'Angiò           | Folco I d'Angiò               |  |  |       |  |  |               |  |  |                      |  |
|                         |                       | Folco II d'Angiò           | Folco I d'Angiò               |  |  |       |  |  |               |  |  |                      |  |
|                         |                       | Folco II d'Angiò           | Rosalie de Loches             |  |  |       |  |  |               |  |  |                      |  |
| Adelaide d'Angiò        |                       | Folco II d'Angiò           |                               |  |  |       |  |  |               |  |  |                      |  |
|                         |                       | Gerberga d'Orleans         | Geoffrey, visconte di Orléans |  |  |       |  |  |               |  |  |                      |  |
|                         |                       | Gerberga d'Orleans         | Geoffrey, visconte di Orléans |  |  |       |  |  |               |  |  |                      |  |
|                         |                       | Gerberga d'Orleans         | Ada d'Auvergne                |  |  |       |  |  |               |  |  |                      |  |
|                         |                       | Gerberga d'Orleans         |                               |  |  |       |  |  |               |  |  |                      |  |

### Fonti primarie
- (LA)  Monumenta Germaniae Historica, Scriptores, tomus IX.
- (LA)  Monumenta Germaniae Historica, Scriptores, tomus XIII.
- (LA)  Rodulfus Glaber Cluniacensis, Historiarum Sui Temporis Libri Quinque.
- (LA)  Recueil des historiens des Gaules et de la France. Tome 10.
- (LA)  Acta Sanctorum, October, volume 58.
- (LA)  Obituaires de la province de Sens. Tome 1 / Tome 1 / Partie 1.
- (LA)  Chroniques des comtes d'Anjou.

### Letteratura storiografica
- Louis Halphen, Francia: gli ultimi Carolingi e l'ascesa di Ugo Capeto (888-987), in «Storia del mondo medievale», vol. II, 1999, pp. 636–661
- Louis Halphen, "La Francia dell'XI secolo", cap. XXIV, vol. II (L'espansione islamica e la nascita dell'Europa feudale) della Storia del Mondo Medievale, 1999, pp. 770–806.
- Louis Halphen, "Il regno di Borgogna", cap. XXV, vol. II (L'espansione islamica e la nascita dell'Europa feudale) della Storia del Mondo Medievale, 1999, pp. 807–821.